# Gale Brewer
Gale Arnot Brewer (6. september 1951) er medlem af New York City Council for det demokratiske parti og repræsenterer Upper West Side og den nordlige del af Clinton på Manhattan.

## Karriere
Brewer studerede ved Columbia University og Bennington College og tog derpå en MPA-grad fra Harvards John F. Kennedy School of Government.
Fra 1975-1978 var Brewer tidsplanlægningschef for Mary Anne Krupsak, den tidligere viceguvernør for New York. Fra 1978-1990 var hun stabschef for Ruth Messinger. Derpå var hun fra 1990-1994 direktør for New York City Office of Federal Relations i New York under David Dinkins' embedsperiode. Fra 1994-1998 var hun næstkommanderende Public Advocate for Intergovernmental Affairs under Mark J. Green.
Brewer var derefter projektleder for New Yorks nonprofit-projekter og samarbejdede med Telesis Corporation, som er et privat selskab, der bygger billige boliger. Hun var medlem af Manhattans lokalråd 7 og formand for staten New Yorks afdeling af National Women's Political Caucus. I 2000 blev hun nævnt af Daily News som nummer 20 af "50 New Yorkere at holde øje med i 2001".
Brewer blev valgt til New Yorks byråd og indtrådte i det i 2002. Ved hvert nyt valg i henholdsvis 2003, 2005 og 2009 fik hun over 80% af de afgivne stemmer.
Brewer har været medvirkende til at få talrige love gennemført, herunder lovgivning, som beskytter tjenestefolk, en lov som opretter Broadband Advisory Committee, en lov om oprettelse af et elektronisk registreringssystem for dødsfald, to love med det formål at udrydde graffiti og forhindre uønskede opklæbninger samt lovgivning, som foreskriver, at byens officielle udgivelser skal være tilgængelige via internettet.

## Udvalgsarbejde
Brewer var formand for teknologiudvalget for regeringsanliggender fra 2002-2009 og er nu formand for udvalget for offentlige driftsopgaver.
Blandt de øvrige udvalg, som byrådsmedlem Brewer er medlem af, er: Ældreforsorg; økonomi, velfærdsudvalget, udvalget for højere undervisning; bolig- og byggeudvalget, udvalget for mental sundhed; teknologi; transport og havne. Desuden er hun medformand for sit partis gruppe fra Manhattan, sidder i byrådets budgetlægningsgruppe og er medlem af arbejdsgruppen for forretningsordenen.
Foruden dette var Brewer medlem af staten New Yorks "Universal Broadband Initiatives" aktionsgruppe for digitale færdigheder og samfundsinvolvering og med i en undergruppe om retshåndhævelse og mægling under New Yorks statsadvokats arbejdsgruppe for fast ejendom. Hun har også siddet i biblioteksrådgivningsudvalget for Foundation Center og i udvalget for informationsteknologi og kommunikation under National League of Cities.
For tiden er hun medlem af bestyrelsen for Eleanor Roosevelt Legacy Committee og er med i rådgivningsgruppen for John Jay College of Criminal Justice og for William E. Macaulay Honors College. Endelig har Gale også en bestyrelsespost i New York Academy of Medicines ældreomsorg.

## Familie
Brewer er gift med Cal Snyder. De har adopteret adskillige børn.